# David S. du Toit
David Stefanus du Toit (* 22. Dezember 1961 in Germiston) ist ein südafrikanischer reformierter Theologe und Hochschullehrer für Neues Testament.

## Leben
Du Toit studierte von 1980 bis 1988; zunächst Mathematik in Kapstadt, danach evangelische Theologie und griechische Philologie in Johannesburg (1981–1983 B.A.) und Pretoria (1983–1988 B.D.; M.Div.; M.A.). Nach Stipendienaufenthalten 1988–1990 in Bern und in München war er wissenschaftlicher Mitarbeiter für Neues Testament an der Kirchlichen Hochschule Berlin (1990–1992) und wissenschaftlicher Tutor im Collegium Oecumenicum in München (1992–1995), zeitweilig wissenschaftlicher Assistent an der LMU (1993/94), von 1995 bis 1997 Vikar in Münster. Seit 1997 ist er ordinierter Pfarrer in der Evangelischen Kirche von Westfalen mit reformiertem Bekenntnisstand.
Nach der Promotion zum Dr. theol. 1995 war du Toit von 1997 bis 2003 wissenschaftlicher Mitarbeiter an der Kirchlichen Hochschule Bethel und von 2003 bis 2008 wissenschaftlicher Mitarbeiter und – nach der Habilitation 2006 mit Studien zur Semantik einer zentralen religionsgeschichtlichen Kategorie der modernen Christologieforschung – Privatdozent an der Humboldt-Universität zu Berlin. Von 2008 bis 2018 lehrte er als Professor für Neues Testament an der Ludwig-Maximilians-Universität München.
Seit 2018 ist er W3-Professor für Neues Testament an der Friedrich-Alexander-Universität Erlangen-Nürnberg.

## Schriften (Auswahl)
- Theios anthropos. Zur Verwendung von theios anthrōpos und sinnverwandten Ausdrücken in der Literatur der Kaiserzeit. Tübingen 1997, ISBN 3-16-146631-4.
- Der abwesende Herr. Strategien im Markusevangelium zur Bewältigung der Abwesenheit des Auferstandenen. Neukirchen-Vluyn 2006, ISBN 3-7887-2141-3.
- (Hrsg.): Bedrängnis und Identität. Studien zu Situation, Kommunikation und Theologie des 1. Petrusbriefes. Berlin 2013, ISBN 3-11-030213-6.
- mit Christine Gerber und Christiane Zimmermann (Hrsg.): Sōtēria. Salvation in early Christianity and antiquity. Festschrift in honour of Cilliers Breytenbach on the occasion of his 65th birthday. Leiden 2019, ISBN 978-90-04-33109-9.